# Магічне число сім, плюс-мінус два
«Магічне число сім, плюс-мінус два» (гаманець Міллера) — правило, сформульоване американським психологом Джорджем Міллером у 1956 році. Згідно з ним, кількість об'єктів, яку середньостатистична людина може тримати в робочій пам'яті дорівнює 7(±2).

## Опис принципу
Джордж Міллер під час своєї роботи в лабораторії провів ряд експериментів, спрямованих на аналіз пам'яті операторів. В результаті дослідів він виявив, що короткострокова пам'ять людини здатна запам'ятовувати в середньому дев'ять двійкових чисел, вісім десяткових чисел, сім букв алфавіту і п'ять односкладових слів — тобто людина здатна одночасно пам'ятати 7 ±2 елементів.
Таким чином, короткострокова пам'ять — «гаманець», у який можна покласти одночасно сім «монет». Причому пам'ять не намагається аналізувати зміст інформації, важливі лише зовнішні, фізичні характеристики, тобто неважливо, які монети знаходяться у гаманці — долар чи цент, головне, щоб їх було сім. Якщо кількість елементів більше семи (максимум дев'яти), то мозок розбиває елементи на групи таким чином, щоб кількість запам'ятовуваних елементів було від 5 до 9.
Несподівано, аналогічне правило було виявлено для мурах: вони здатні запам'ятовувати і передавати повідомлення довжиною до 7 біт

## Застосування
Цей принцип застосовується, наприклад, в побудові інтерфейсів програм. Якщо кількість елементів (підпунктів меню, кнопок, закладок) більше семи, або у крайньому разі дев'яти, то такі елементи намагаються згрупувати.

## Міська легенда 7±2
У 1956 році Джордж Міллер опублікував статтю під назвою «Магічне число сім, плюс-мінус два: деякі обмеження нашої здатності обробляти інформацію», а інтегральна схема 1 ще не була винайдена. За 47 років, що минули з моменту публікації цієї статті, знання про роботу людського розуму просунулися далі, а винахід інтегральної схеми призвів до широкого використання комп’ютерів із відповідною потребою в надійному програмному забезпеченні. Однак сприйняття міської легенди 7±2 як науково доведеного факту залишається, і вона продовжує використовуватися для прийняття рішень щодо максимальної складності конструкцій кодування. Мета цієї статті – розвіяти міську легенду, яка виросла приблизно 7±2 р. Хоча жодних інших правил, заснованих на роботі людської пам’яті, поки що немає, щоб замінити його, люди повинні принаймні перестати отримувати помилкове задоволення від цієї фальшивої моделі. Що таке міська легенда 7±2? Загальна модель людської пам'яті ділить її на дві одиниці; короткочасна пам'ять і довгострокова пам'ять. Короткочасна пам'ять - це сховище обмеженої місткості для зберігання тимчасової інформації. Довготривала пам'ять зазвичай розглядається як сховище нескінченної місткості, здатне зберігати інформацію протягом усього життя людини. Інформація зберігається в короткочасній пам'яті перед тим, як її перенести (чи ні) в довготривалу пам'ять. Міська легенда 7±2 полягає в тому, що місткість короткочасної пам’яті становить сім плюс-мінус дві одиниці інформації (деякі люди можуть зберігати лише п’ять-шість елементів, а інші – вісім-дев’ять). Ступінь, до якого короткочасна та довготривала пам’ять дійсно є різними системами пам’яті, а не просто двома кінцями континууму властивостей пам’яті, продовжує досліджуватися та обговорюватися.

## Стаття  Міллера
У своїй статті Міллер обговорював збіг між межами одновимірного абсолютного судження та межами короткочасної пам’яті. В одновимірному завданні з абсолютним судженням людині пропонують низку стимулів, які відрізняються за одним виміром (наприклад, 10 різних тонів, що відрізняються лише висотою), і вона відповідає на кожен стимул відповідною реакцією (засвоєною раніше). Ефективність майже ідеальна до п’яти-шести різних стимулів, але знижується зі збільшенням кількості різних стимулів. Завдання можна описати як передачу інформації: вхід складається з одного з n можливих стимулів, а вихід складається з однієї з n відповідей. Інформація, що міститься у вхідних даних, може бути визначена кількістю бінарних рішень, які необхідно прийняти, щоб отримати вибраний стимул, і те саме стосується відповіді. Таким чином, максимальну продуктивність людей щодо одновимірного абсолютного судження можна охарактеризувати як місткість інформаційного каналу з приблизно 2-3 бітами інформації, що відповідає здатності розрізняти чотири-вісім альтернатив.(англ.)
Друге когнітивне обмеження, яке обговорює Міллер, - це обсяг пам'яті. Обсяг пам’яті стосується найдовшого списку елементів (наприклад, цифр, літер, слів), які людина може повторити в правильному порядку під час 50% спроб одразу після презентації. Міллер зауважив, що обсяг пам’яті молодих людей становить приблизно сім предметів. Він помітив, що обсяг пам’яті приблизно однаковий для стимулів із дуже різними обсягами інформації — наприклад, двійкові цифри мають 1 біт кожна; десяткові цифри мають 3,32 біта кожна; слова мають приблизно 10 біт кожне. Міллер зробив висновок, що обсяг пам’яті обмежений не бітами, а скоріше шматками. Частка — це найбільша значуща одиниця в представленому матеріалі, яку розпізнає особа, отже, те, що вважається частиною, залежить від знань особи, яку тестують. Наприклад, для людини, яка розмовляє мовою, слово складається з однієї частини, а для тих, хто зовсім не знайомий з мовою і сприймає слово як набір фонетичних сегментів, це багато фрагментів.(англ.)
Міллер визнав, що відповідність між межами одновимірного абсолютного судження та короткочасної пам’яті є лише випадковим збігом, оскільки лише перша межа, а не друга, може бути охарактеризована в інформаційно-теоретичних термінах (тобто як приблизно постійна кількість бітів). Тому в цифрі сім немає нічого «магічного», і Міллер використав цей вислів лише риторично. Проте, ідея «магічного числа 7» надихнула багато теоретизувань, строгих і менш строгих, про межі можливостей людського пізнання. Число сім є корисною евристикою, яка нагадує нам, що списки, які набагато довші, стає значно важчим для запам’ятовування та обробки одночасно.(англ.)